# Нарышкутан
Нарышкутан— кутан Дагестана, расположенный в Бабаюртовском районе. 

## Географическое положение
Расположено на территории Бабаюртовского района, к юго-западу от села Бабаюрт. Ближайшие населенные пункты: на северо-востоке — Нарыш и Герменчик, на юго-западе — Тукита, на юго-востоке — Туганкутан.

## История
Основано как кутан горного района Дагестана на месте чеченского хутора Нарышкин.